# Jan Štolba
Jan Štolba (* 25. září 1957 Praha) je český básník, prozaik, literární kritik a jazzový hudebník (hráč na saxofon).

## Život a činnost
Vystřídal mnoho zaměstnání, od roku 1988 žil v New Yorku, v devadesátých letech střídavě v Austrálii a Praze, kde žije dodnes.

### Hudební činnost
Na saxofon hrál například v Originálním pražském synkopickém orchestru, skupině Krásné nové stroje nebo s Oldřichem Janotou ve folkové skupině Mozart K., či s pánským vokálním kvartetem The Swings. V současnosti je uměleckým vedoucím uskupení Jan Štolba Quartet, hraje s Polydor sextetem a účastní se freejazzových improvizací Visit Of Music Martina Zbrožka.

### Literární činnost
Publikuje také literární kritiky a recenze v kulturních a literárních časopisech i v denících (A2 kulturní týdeník, Tvar, Host, Lidové noviny ad.). V roce 2007 získal za soubor esejů Nedopadající džbán a za soustavné kritické sledování české soudobé poezie Cenu F. X. Šaldy.

## Dílo

### Poezie
- Bez hnutí křídel (Ivo Železný, 1996)
- Nic nemít (Host, 2001)
- Den disk (Torst, 2003)
- Hřebeny (H&H, 2007)

### Próza
- Provazochodcův sen (Volvox globator, 1995)
- Město za (Hynek, 1997)

### Literární kritika
- Nedopadající džbán (Torst, 2007)
- Lomcování slovy (Cherm, 2011)